# 荻久保泰幸
荻久保 泰幸（おぎくぼ やすゆき、1930年12月11日 - 2019年2月17日）は、日本近代文学研究者、國學院大學名誉教授。
東京生まれ。國學院大學文学部国文科卒。國學院大學助教授、教授、2001年定年退任、名誉教授。1966年、矢島道弘、島田昭男、伴悦らと無頼文学会を創設。

## 著書
- 『大学入試傾向と対策 私立大の現代文 新課程入試用』旺文社 1984
- 『大学入試傾向と対策 現代文 私立大・国公立大2次用』旺文社　1988
- 『現代日本文学研究』明治書院　国文学研究叢書　1989
- 『大学入試傾向と対策 現代文ベスト20 私立大・国公立大2次用』旺文社　1990
- 『書けそうで書けない漢字』大泉書店 1997
- 『読めそうで読めない三字・四字熟語』大泉書店 1997
- 『実用新ことわざ辞典』ナツメ社 1999
- 『文学の内景 漱石とその前後』双文社出版 2001

### 共編
- 『日本近代文学大系 34 寺田寅彦集』注釈:角川源義共著 角川書店 1973
- 『「国文学解釈と鑑賞」別冊 坂口安吾事典』島田昭男,矢島道弘共編　至文堂　2001

## 参考
- 『文藝年鑑』2010年